# Drepanopodus costatus
Drepanopodus costatus là một loài bọ cánh cứng trong họ Bọ hung (Scarabaeidae).